# 響野夏子
響野 夏子（きょうの なつこ、1963年3月12日- ）は、日本のピアニスト、女優。東京都生まれ。干場てる美という名前でタレント活動していた時期もある。

## 経歴
4歳よりピアノを始める。『anan』などで中学時代からモデルとして活動。天野正道との出会いから音楽活動開始。1989年に生理用品のCMに出演、話題となった。1995年から、沼田絵本美術館でピアノ教育にたずさわる。
その後結婚し引退していたが、子育てが一段落したのを期に、2014年からオリオンズベルトに所属し俳優業を再開。各種バラエティ番組の再現ドラマやCMに出演している。

## ピアニストとしての活動

### CD
- アフロディジアック
- ラ・コルパ
- クイ・クイ
- Joy of Sharing

## 女優としての出演作品

### 映画
- ときめきに死す - コールガール 役（干場てる美名義）

### テレビドラマ
- メチャン子・ミッキー - ジャズダンス部コーチ 役（千場てる美名義）
- 想い出にかわるまで - 水口浩二（演 - 財津和夫）の恋人・富永優佳 役
- 土曜ワイド劇場「事件 3 死刑を求刑された女!」 - 矢野文子 役
- 南くんの恋人 - 朝倉真知子 役
- 闇バイト家族 第9話 - 第11話（2024年3月2日 - 16日、テレビ東京） - シャオワン 役
- オクラ〜迷宮入り事件捜査〜 第6話（2024年11月12日、フジテレビ） - 永倉聖子 役[2]

### Vシネマ
- Lady Smith 殺しのメロディ（山城新伍監督）
- ガードドッグ